# اوپولو
اوپولو (به لاتین: Upolu) یک جزیره در ساموآ است که در ساموآ واقع شده‌است. اوپولو ۱۴۳٬۴۱۸ نفر جمعیت دارد و ۱٬۱۱۳ متر بالاتر از سطح دریا واقع شده‌است.